# Mogilno
Mogilno – miasto w Polsce, w województwie kujawsko-pomorskim, siedziba powiatu mogileńskiego i gminy miejsko-wiejskiej Mogilno. Siedziba dekanatu w archidiecezji gnieźnieńskiej. Ośrodek przemysłowy, centrum handlowo-usługowe dla okolicy o wysokiej kulturze rolnej. Ośrodek szkolnictwa i kultury. Według danych GUS z 31 grudnia 2023 roku Mogilno liczyło 10 972 mieszkańców.
Dawniej prywatne miasto duchowne, własność opata benedyktynów w Mogilnie. Pod koniec XVI wieku leżało w powiecie gnieźnieńskim województwa kaliskiego. W latach 1975–1998 miasto administracyjnie należało do województwa bydgoskiego.

## Położenie
Miasto położone jest na Pojezierzu Żnińsko-Mogileńskim, stanowiącym część Pojezierza Wielkopolskiego. Jest to teren równinny, którego gleby to czarnoziemy. Mogilno jest bardzo ważnym punktem na drogowych i kolejowych szlakach komunikacyjnych.
Pod względem historycznym Mogilno leży w Wielkopolsce, w ziemi kaliskiej. Ziemie te są związane z początkami państwa polskiego, dlatego przez miasto przebiega wiele szlaków turystycznych, z których najważniejszy to Szlak Piastowski.

### Wody
W bezpośrednim sąsiedztwie Mogilna mieści się Jezioro Mogileńskie. Przez centrum przepływa rzeka Panna, która swoje źródło ma w drugim jeziorze znajdującym się w okolicy miasta: Jeziorze Wiecanowskim.

### Przyroda

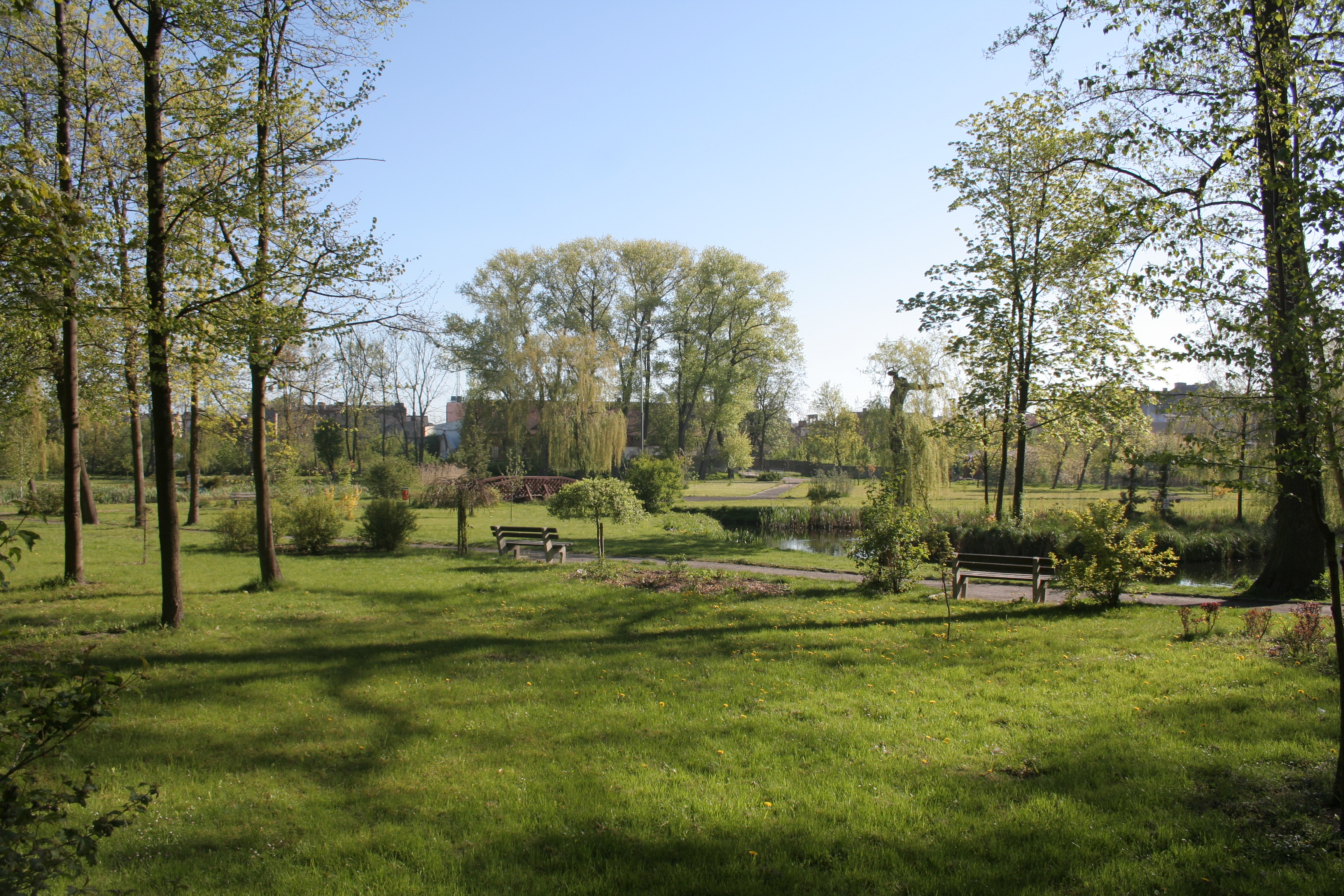
Park miejski

Samo miasto otaczają niewielkie kompleksy leśne. Tereny są typowe dla pojezierza. Występują tu zróżnicowane zbiorniki wodne z otaczającą je zielenią. Środowisko jest bardzo czyste, gdyż w okolicy nie ma dużych zakładów przemysłowych. Okalające miasto obszary to głównie tereny rolnicze. W mieście i jego sąsiedztwie znajduje się też kilka pomników przyrody.

### Zieleń miejska
Mogilno posiada Park Miejski z wybudowanym w 2011 roku amfiteatrem, podświetlaną fontanną i placem zabaw. Przy ulicy Tadeusza Kościuszki znajduje się cmentarz. Park znajduje się w bezpośrednim sąsiedztwie jeziora mogileńskiego, co zostało wykorzystane przez władze samorządowe do stworzenia terenów do celów rekreacyjnych. Poza Parkiem Miejskim jest tu jeszcze kilka mniejszych parków i ogrodów.

## Herb

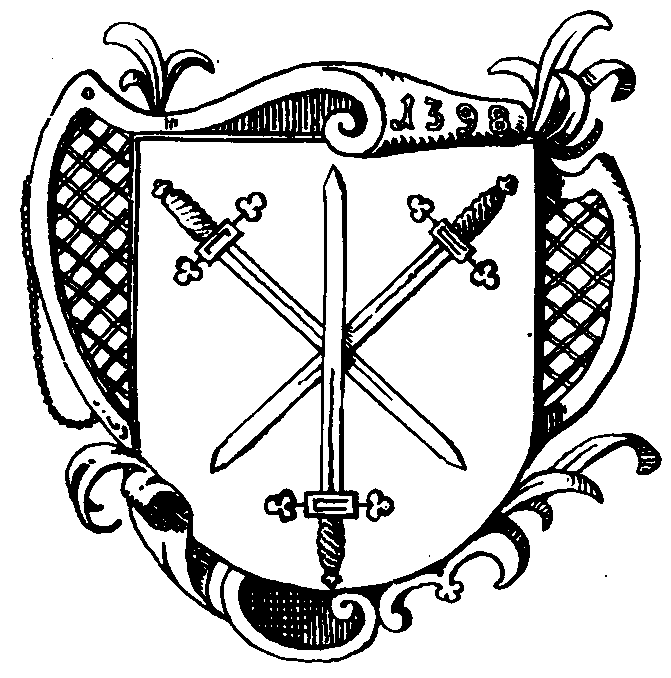
Herb z 1866 roku

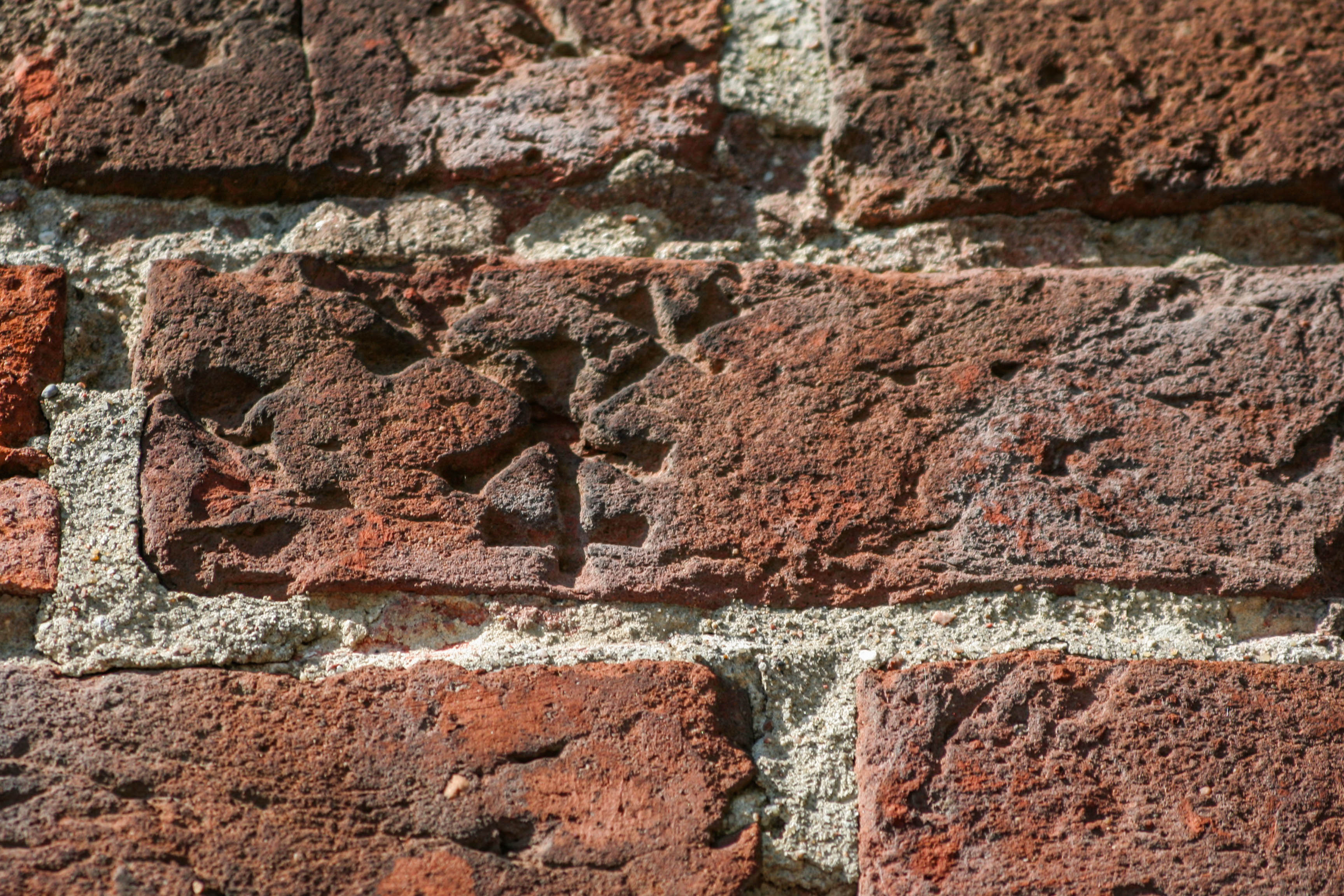
Herb Mogilna na jednej z cegieł w kościele św. Jakuba

Herb Mogilna przedstawia w polu błękitnym trzy krzyże barwy złotej w układzie w roztrój. Miasto Mogilno uzyskało prawa miejskie w 1398 roku będąc własnością klasztoru, stąd też motyw herbowy. W kolejnych wiekach zapominano o pochodzeniu herbu i zastępowano krzyże mieczami. W okresie zaboru pruskiego herb miasta przedstawiał budynek klasztoru i stojącego przed nim św. Piotra z kluczem w ręku. Na górze tarczy herbowej widniała nazwa miasta, na dole zaś rok: 1794, czyli data przejścia Mogilna pod panowanie pruskie. W XIX wieku używanego jeszcze innego herbu, z trzema kwiatami lilii, który nie miał żadnego uzasadnienia historycznego.

## Nazwa
Nazwa Mogilno pochodzi od słowa mogiła, które dawniej oznaczało naturalny pagórek, wzgórze, potem zaczęto tak nazywać kopczyk usypywany zmarłym. Miejscowość w obecnie używanej formie Mogilno wymieniona jest w łacińskim dokumencie z 1282 roku wydanym w Dłusku i sygnowanym przez króla polskiego Przemysła II.

## Historia

### Początki miasta
Dawniej miasto należało do najważniejszych osad wczesnośredniowiecznej Polski. Należy do najstarszych osad na pograniczu Wielkopolski i Kujaw, jednym z terenów, na których kształtowało się państwo polskie. Na cyplu otoczonym wodami jeziora Mogileńskiego i bagnami od przełomu VIII i IX wieku do X wieku istniała osada wczesnośredniowieczna z palisadą i zasiekami. Od X wieku do przełomu XII i XIII wieku na tym samym miejscu znajdował się gród obronny połączony z lądem dwoma mostami. W XI w. powstał klasztor benedyktynów, który zajął część grodu. Benedyktyni, jak się uważa, zostali sprowadzeni z klasztoru w Tyńcu przez Bolesława Szczodrego. Na północ od klasztoru rozwijała się osada, która w 1398 uzyskała od Władysława Jagiełły prawa miejskie.

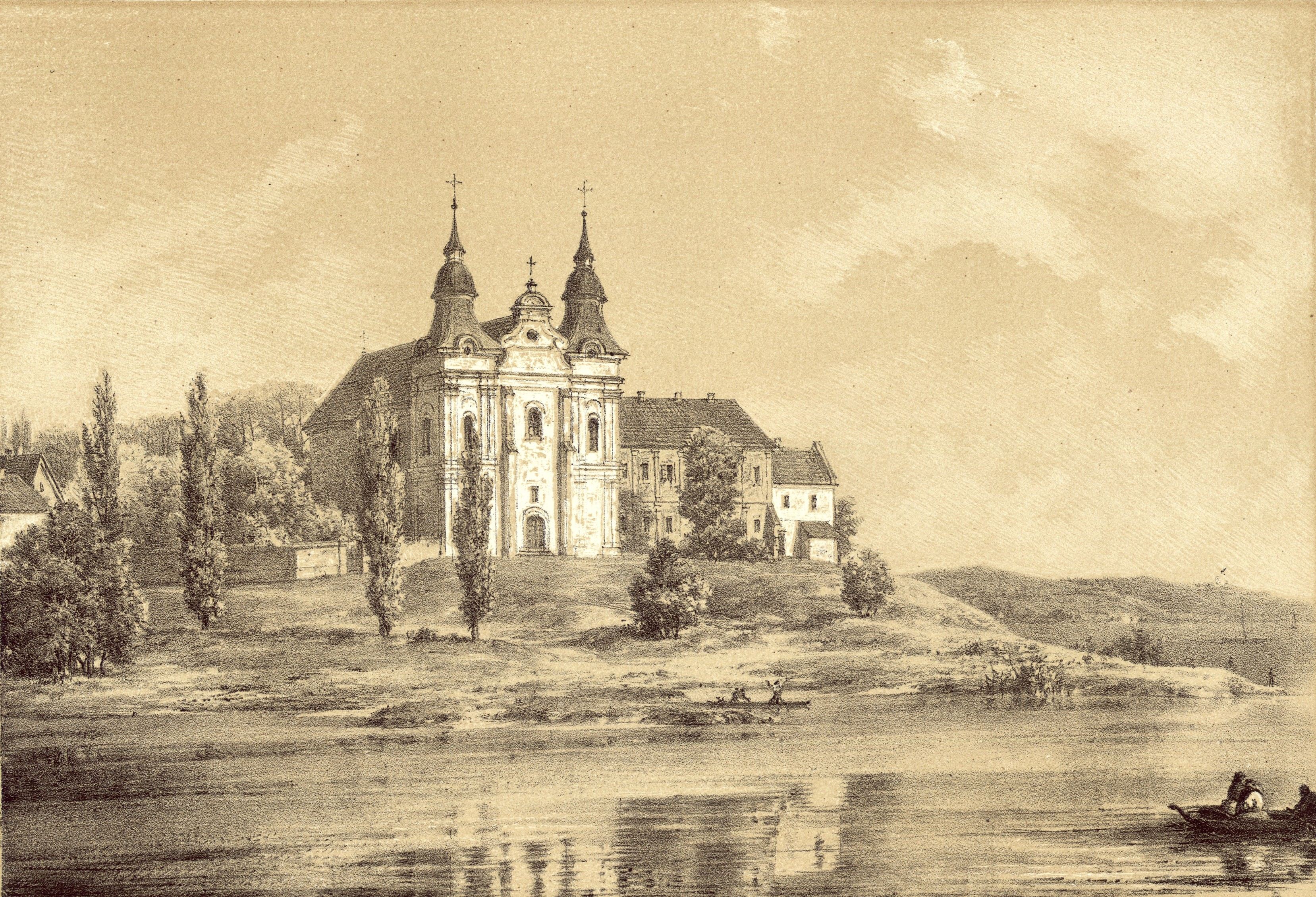
Klasztor Benedyktynów w Mogilnie na litografii Napoleona Ordy (1880)

### Rozbiory i panowanie pruskie

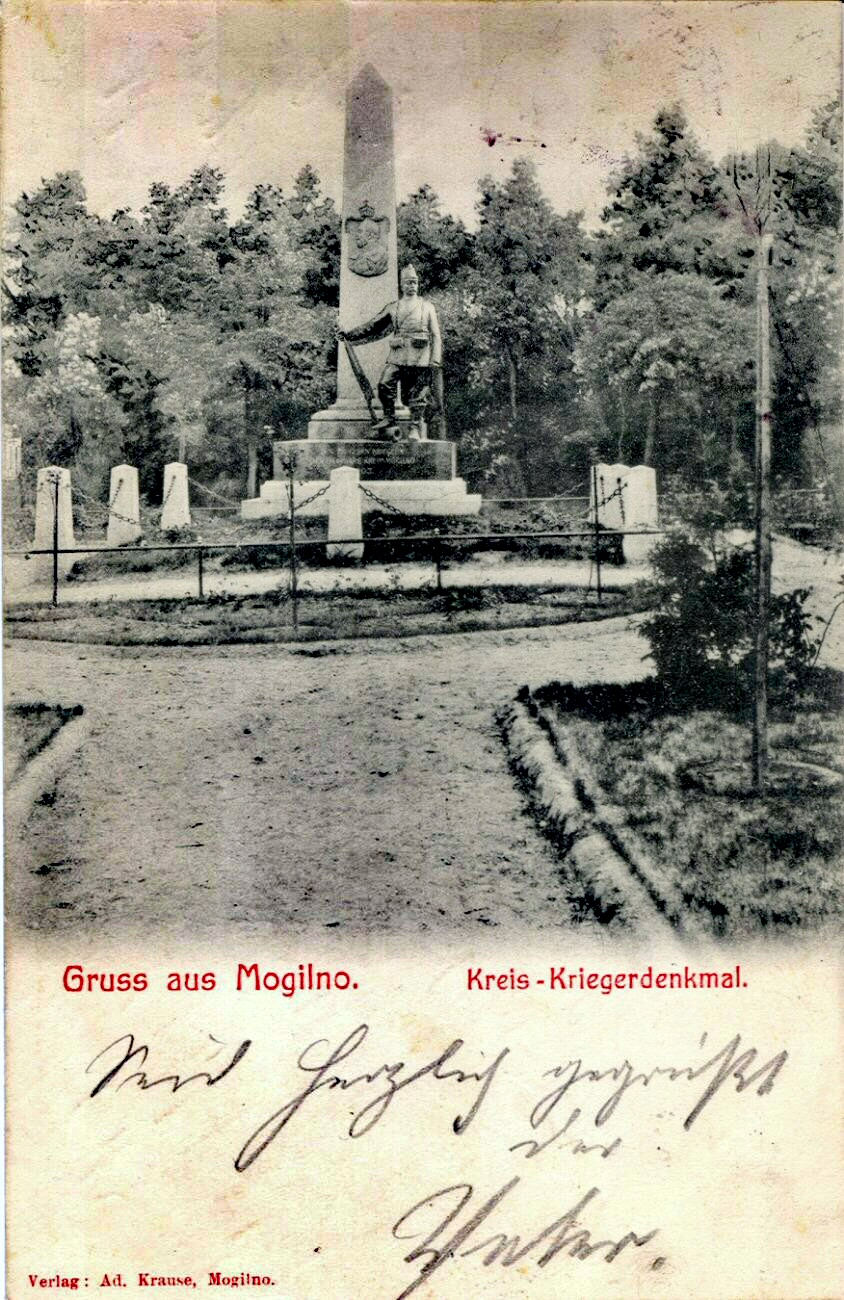
Stara pocztówka z Mogilna

W 1772 miasto włączono do zaboru pruskiego, w latach 1807–1815 należało do Księstwa Warszawskiego. W czasie pożaru w 1808 spłonęły prawie wszystkie domy mieszkalne. Po upadku Księstwa Warszawskiego ponownie należało do Prus, początkowo w ramach Księstwa Poznańskiego (do 1848), następnie w ramach Prowincji Poznańskiej do początku 1919 roku.
Od przełomu XVIII i XIX wieku Mogilno przeżywało zastój gospodarczy, przełamany dopiero po wybudowaniu linii kolejowych łączących z Poznaniem i Bydgoszczą (101 km odcinek Poznań – Inowrocław otwarto 26 maja 1872), Strzelnem (dł. 16,7 km; uruchomienie 15 października 1892), Barcinem (dł. 23,9 km; otwarcie 1 października 1912) i Orchowem (dł. 20,4 km; uruchomiono w 1921). Część linii kolejowych dokończono już po odzyskaniu niepodległości przez Polskę.
W XIX w. Mogilno słynęło z hodowli koni rasowych, najbardziej znanym hodowcą był Ferdynand Jung, który od 1850 dostarczał ogiery do cesarskich stadnin. Od 1889 do śmierci w 1910 proboszczem w Mogilnie był ks. Piotr Wawrzyniak, działacz społeczny i gospodarczy. Tu również urodził się w 1890 psycholog – Kurt Lewin. Z tego okresu pochodzi większość zabytkowych budynków w centrum.

### Powstanie Wielkopolskie

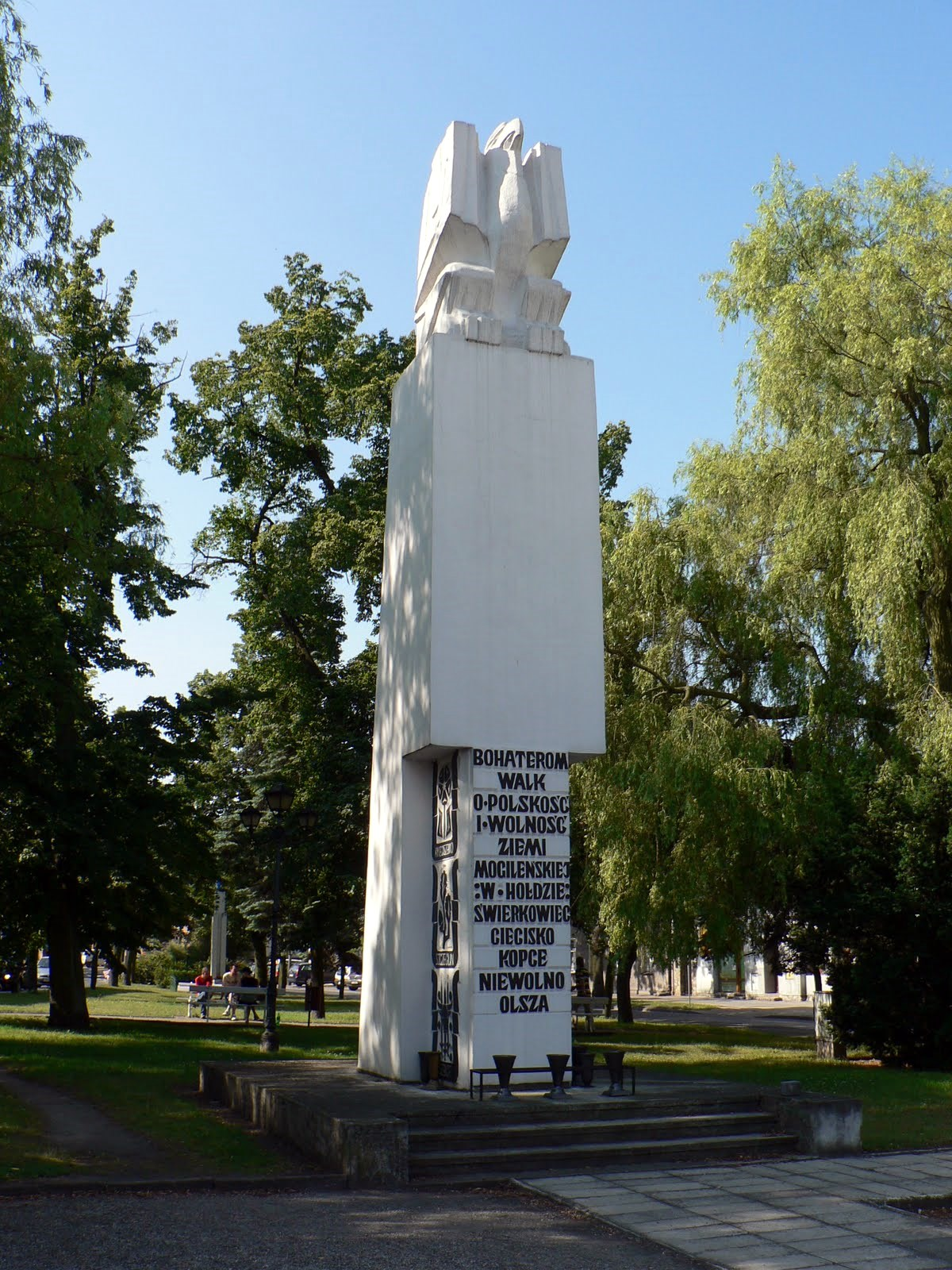
Mogilno, pomnik bohaterom

Mieszkańcy Mogilna z wielkim zapałem przystąpili do zrywu powstańczego, którego celem było przyłączenie Wielkopolski i Kujaw do odradzającego się po zaborach państwa polskiego. Pruska okupacja skończyła się na przełomie 1918 i 1919 roku. Mieszkańcy miasta walczyli też w innych rejonach Wielkopolski. Do dziś mieszkańcy czczą pamięć walczących w kolejne rocznice walk.

### Lata międzywojenne
Dwudziestolecie międzywojenne to dla Mogilna stabilizacja gospodarcza i demograficzna. Liczba mieszkańców powoli rosła. Ludność utrzymywała się głównie z handlu i drobnych usług.
Sytuacja zmieniła się w sierpniu 1939 roku. Coraz bardziej zwiększało się zagrożenie ze strony Niemiec. Burmistrz miasta był bardzo charyzmatyczną osobą. To on zaczął przygotowywać Mogilno do ewentualnej obrony. Powołano Straż Obywatelską. Miejscowa ludność wybudowała doły przeciwczołgowe.

### II wojna światowa
Obrona Mogilna przed niemieckimi najeźdźcami trwała 7 dni. Wraz z wkroczeniem do miasta oddziałów Wehrmachtu (11 września 1939) rozpoczął się dla żyjących tu Polaków czas represji i prześladowań. Za bohaterską obronę we wrześniu 1939 miasto odznaczono w 1984 r. Krzyżem Grunwaldu III klasy. W czasie obrony zginęło wielu Polaków. Straty niemieckie też nie były małe. Jeden z pocisków artyleryjskich trafił jadący do pożaru wóz strażacki należący do mogileńskich strażaków. Cała załoga samochodu zginęła. Po wkroczeniu Wehrmachtu rozstrzelano kilkadziesiąt osób, a dużą grupę innych wywieziono. Burmistrzem został mieszkający przed wojną w mieście Niemiec. W końcu stycznia 1945 roku do miasta wkroczyła Armia Czerwona.

### PRL
Już na początku 1945 roku Rosjanie przekazali miasto pod administracje polską. Okres do 1989 roku to dynamiczny rozwój miasta i wzrost liczby ludności. Do 1975 roku znajdowało się tu starostwo powiatu mogileńskiego (powiaty zniesiono w 1975). Przez większość czasu należało do województwa bydgoskiego.

### Mogilno jako stolica powiatu
Powiat mogileński przywrócono w 1999 roku. Obecnie należą do niego 4 gminy. Miasto zawsze w swojej historii podczas istnienia powiatów w podziale administracyjnym było siedzibą starostwa. Przez wiele lat, w czasach świetności powiatu, należały do niego gminy: Mogilno, Strzelno, Dąbrowa, Jeziora Wielkie, Pakość, Kruszwica, Janikowo (cześć), Trzemeszno i Orchowo. Podział terytorialny zmieniał się, dlatego te gminy nigdy nie były jednocześnie w powiecie. W czasie, gdy jedne z niego występowały, następne przybywały.

## Zabytki

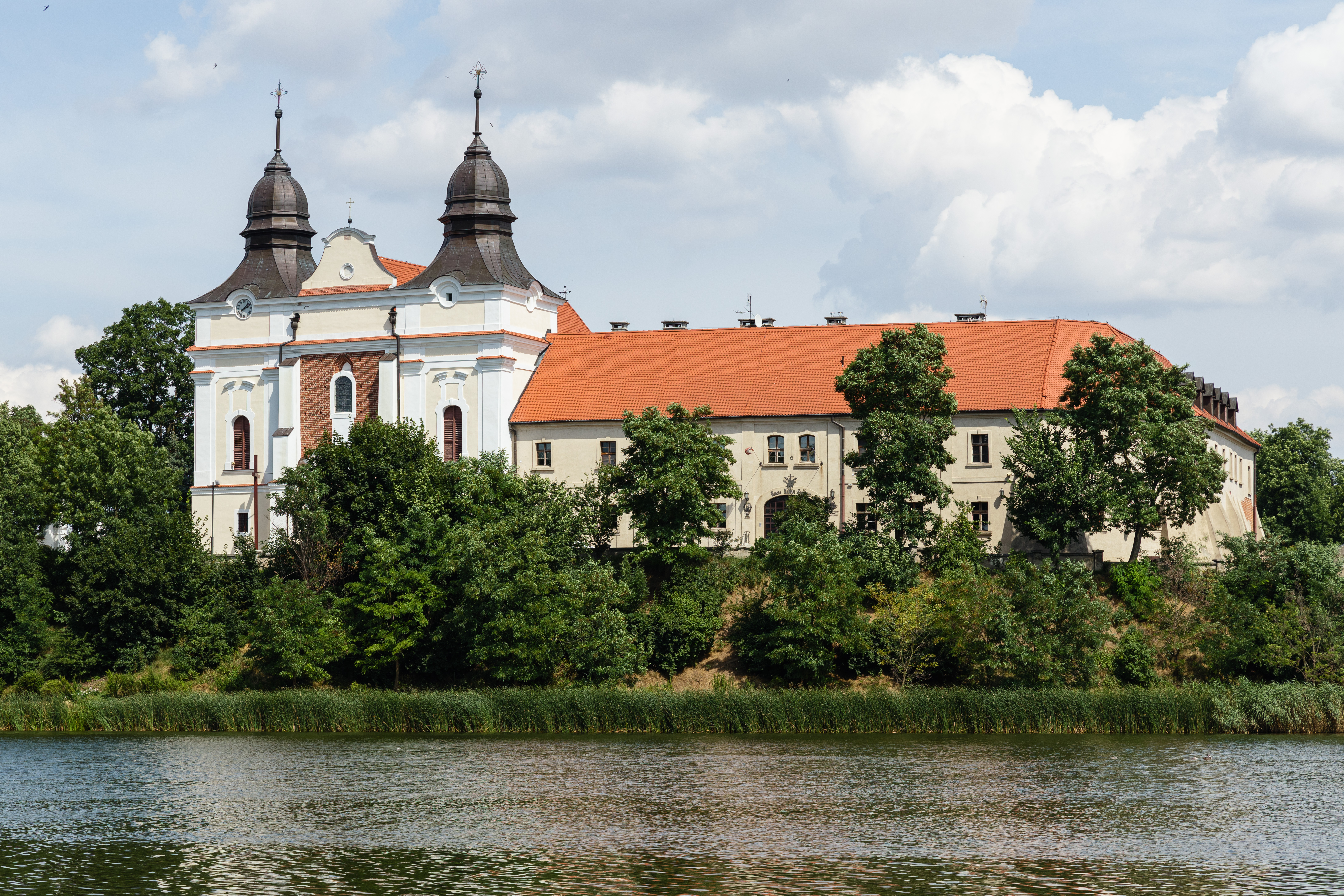
Klasztor i kościół pobenedyktyński

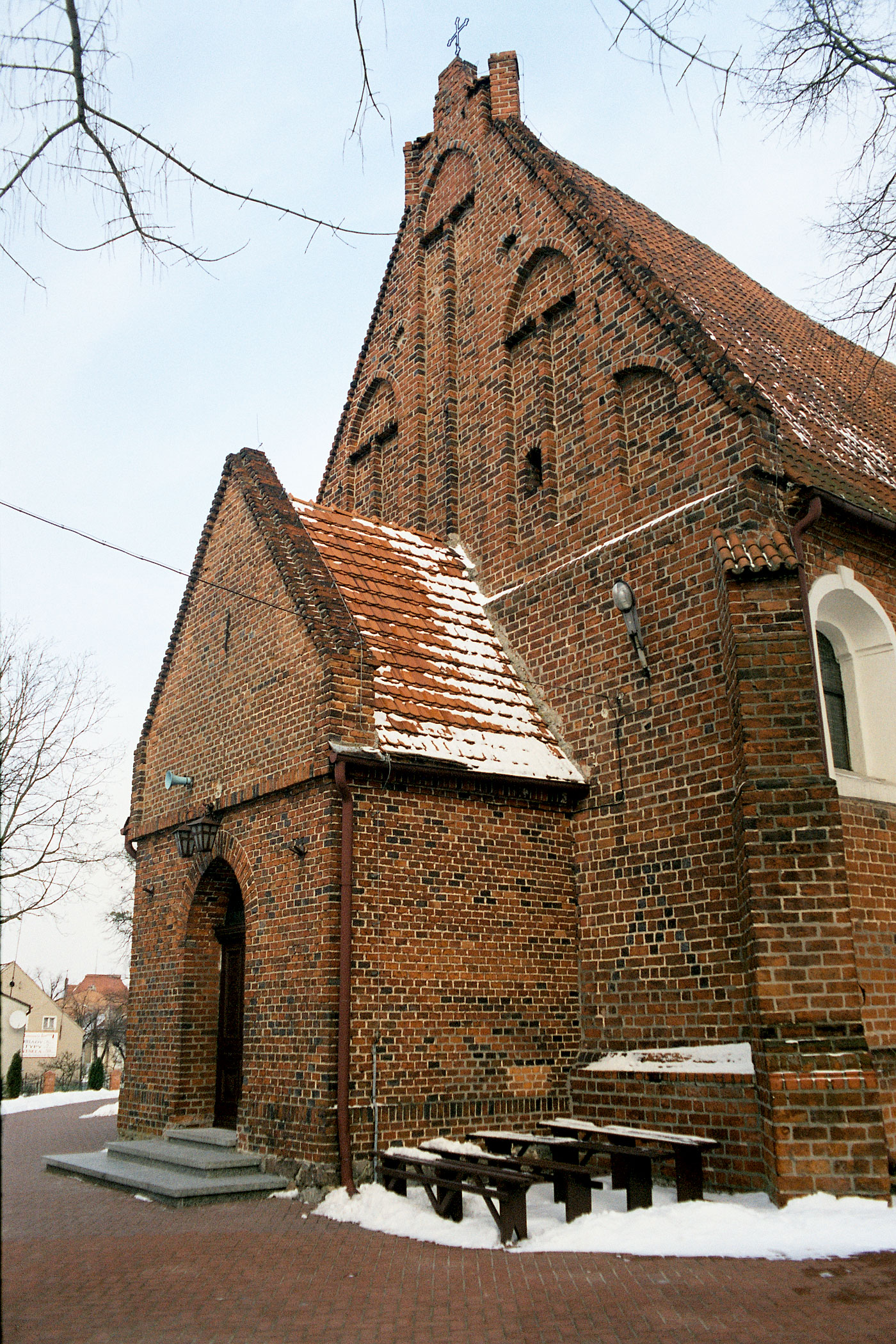
Kościół farny widok od zachodu

- klasztor i kościół pobenedyktyński, fundowany nie przez Bolesława Szczodrego w 1065, jak do niedawna uważano, ale prawdopodobnie przez Kazimierza Odnowiciela (dokument fundacyjny Szczodrego okazał się falsyfikatem); mnisi przybyli do Mogilna z Bawarii
  - kościółZbudowany w połowie XI w., wielokrotnie przebudowywany (m.in.: XIII w., sklepienia XV–XVI w., koniec XVIII w.); z kościoła romańskiego zachowane mury prezbiterium wraz z apsydą, części murów bocznych, dwa filary oraz krypta zachodnia, przykryta sklepieniem krzyżowym wspartym na jednym filarze. Krypta ta ma charakter relikwiarzowy, posiada wnękę na relikwiarz, mimo niezaistnienia w Mogilnie żadnego kultu relikwii wczesnośredniowiecznych – stanowi to zagadkę historyczną dotyczącą założeń fundacyjnych pierwszego benedyktyńskiego klasztoru. Z okresu późnogotyckiego pochodzą sklepienia naw, w tym kryształowe w nawach bocznych. Dwuwieżowa fasada zachodnia uzyskała w końcu XVIII w. charakter późnobarokowy. Wyposażenie wnętrza głównie rokokowe.
  - budynek klasztorny – przylegający do kościoła od południa pochodzi częściowo z okresu gotyku i został przebudowany w XVIII w., składa się z trzech skrzydeł otaczających wirydarz
  - na dziedzińcu klasztoru benedyktynów studnia z XI w.  – najstarsza w Polsce
- późnogotycki kościół farny św. Jakuba Starszego z ok. 1511, przebudowany w 1839 i 1937 z charakterystyczną dzwonnicą oraz lipą, która została pomnikiem przyrody. Obok kościoła farnego znajduje się plebania wybudowana przez księdza Piotra Wawrzyniaka.
- ratusz neogotycki z XIX w.
- kamienice z XIX w.
- dworzec kolejowy z XIX w.
- synagoga z 1801, przebudowana w 1902 (już nieistniejąca)
- cmentarz komunalny na przeciwległym do klasztoru brzegu Jeziora Mogileńskiego, założony w 1816 – na jego terenie znajduje się wzniesienie z mauzoleum wybudowanym po II wojnie światowej na miejscu wcześniejszego XVII-wiecznego kościoła drewnianego; przy głównej alei znajduje się pomnik ku czci ks. Piotra Wawrzyniaka oraz kaplice grobowe z XIX i początku XX w.

## Demografia
Według danych GUS z 31 grudnia 2022 r., miasto liczyło 11 128 mieszkańców.

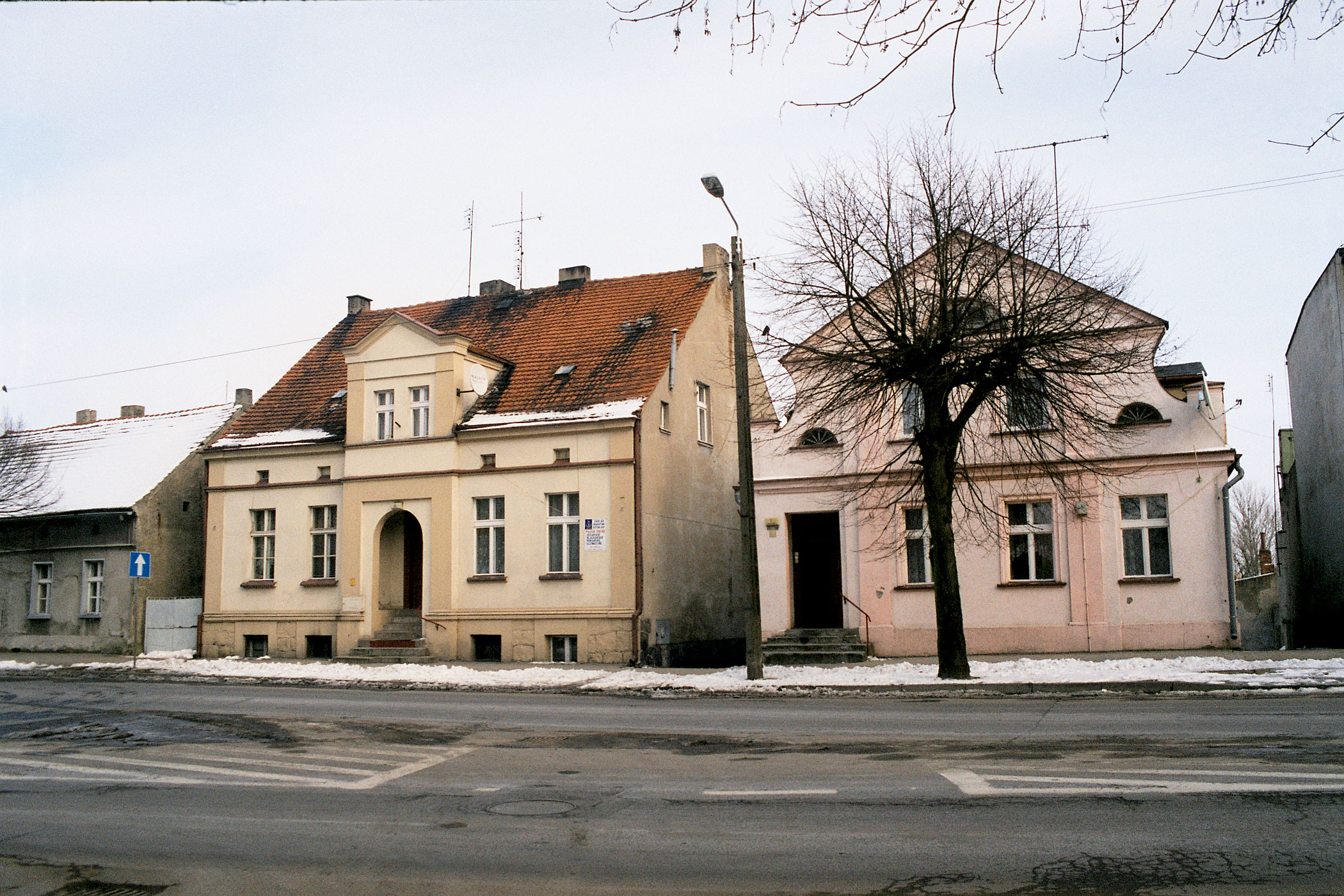
Mogilno, domy przy Rynku i ul. Benedyktyńskiej

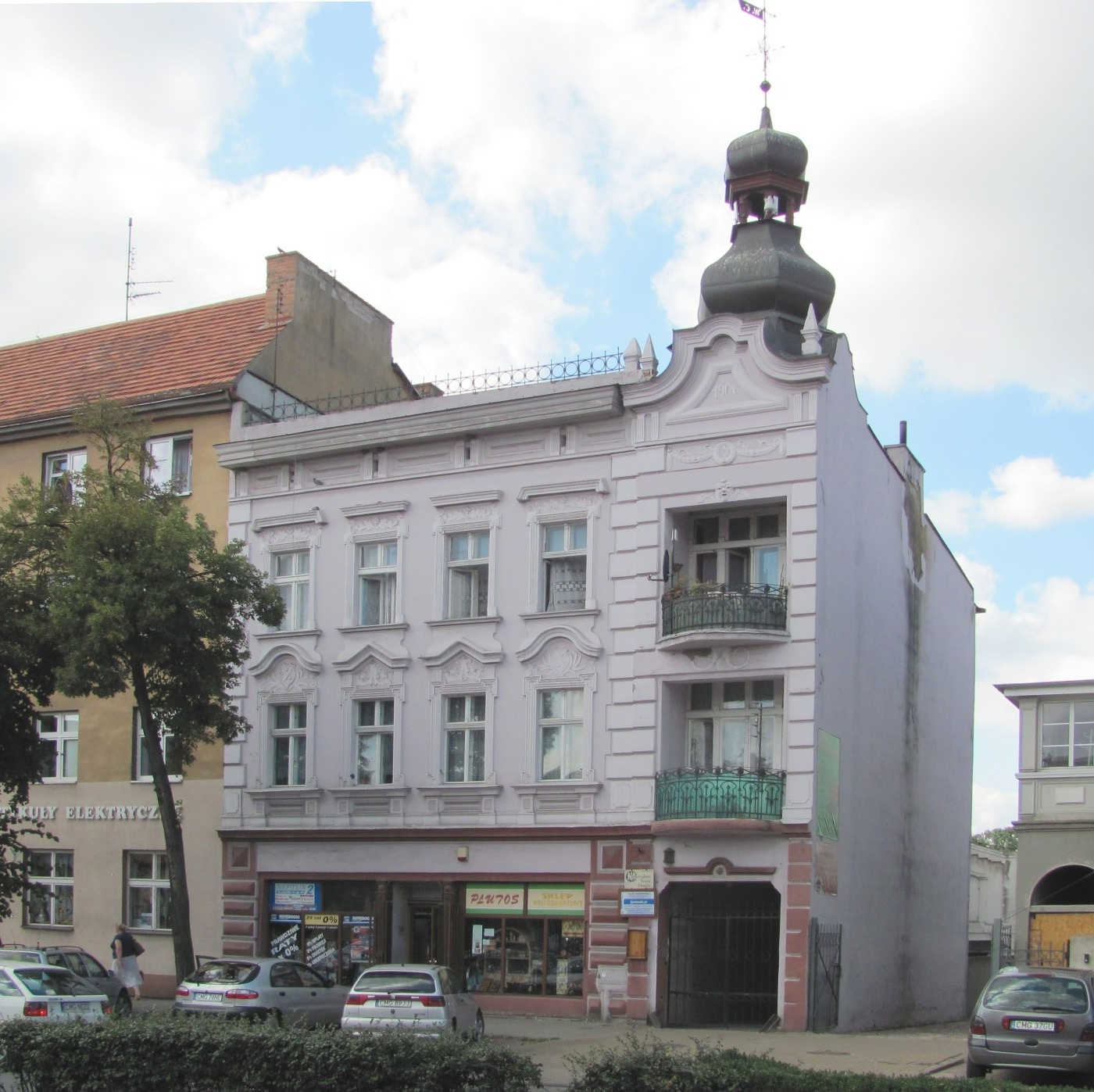
Kamienica przy Placu Wolności

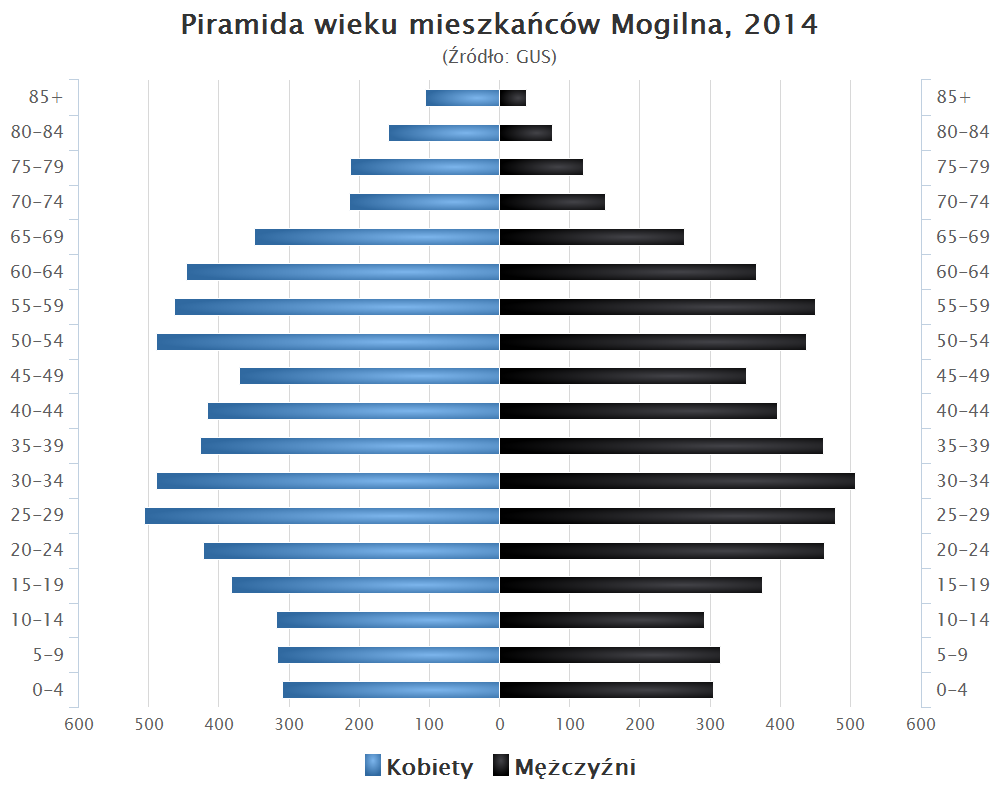
Piramida wieku mieszkańców Mogilna w 2014 roku

## Architektura i urbanizacja

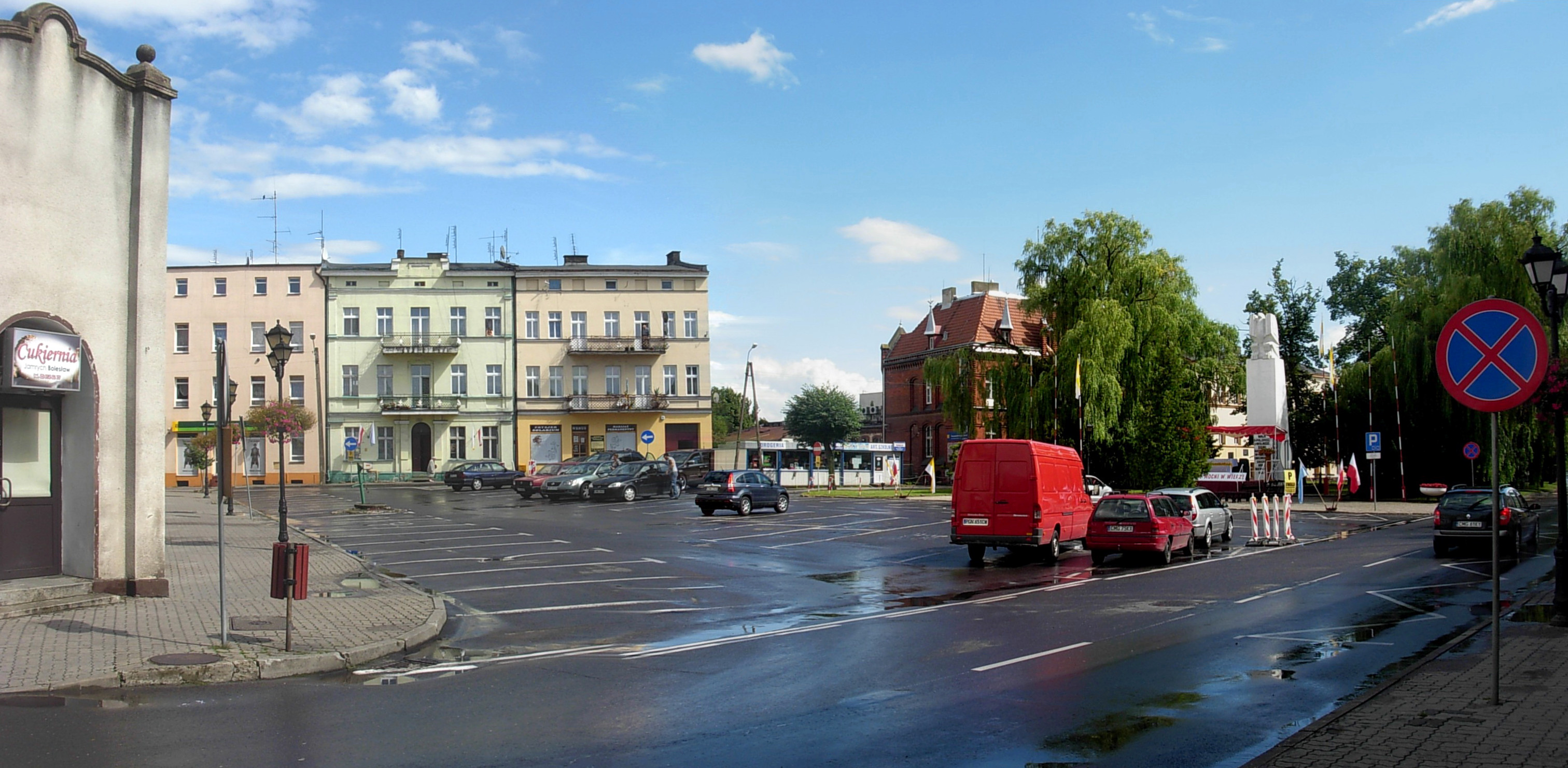
Rynek w Mogilnie

Mogilno jest bardzo zróżnicowane pod względem zabudowy. Miasto możemy podzielić na dwie części wzdłuż linii kolejowej nr 353 rozdzielającej miasto na pół. Po zachodniej stronie miasto występują osiedla domków jednorodzinnych i drobny przemysł. Po wschodniej stronie natomiast blokowiska i inne budynki o charakterze wielorodzinnym. Pomiędzy tymi dwoma częściami miasta występuje starówka z zabudową z przełomu XIX i XX wieku. Są to kamienice od parterowych do trzypiętrowych. Występują tu również budynki ze średniowiecza.

## Wspólnoty wyznaniowe

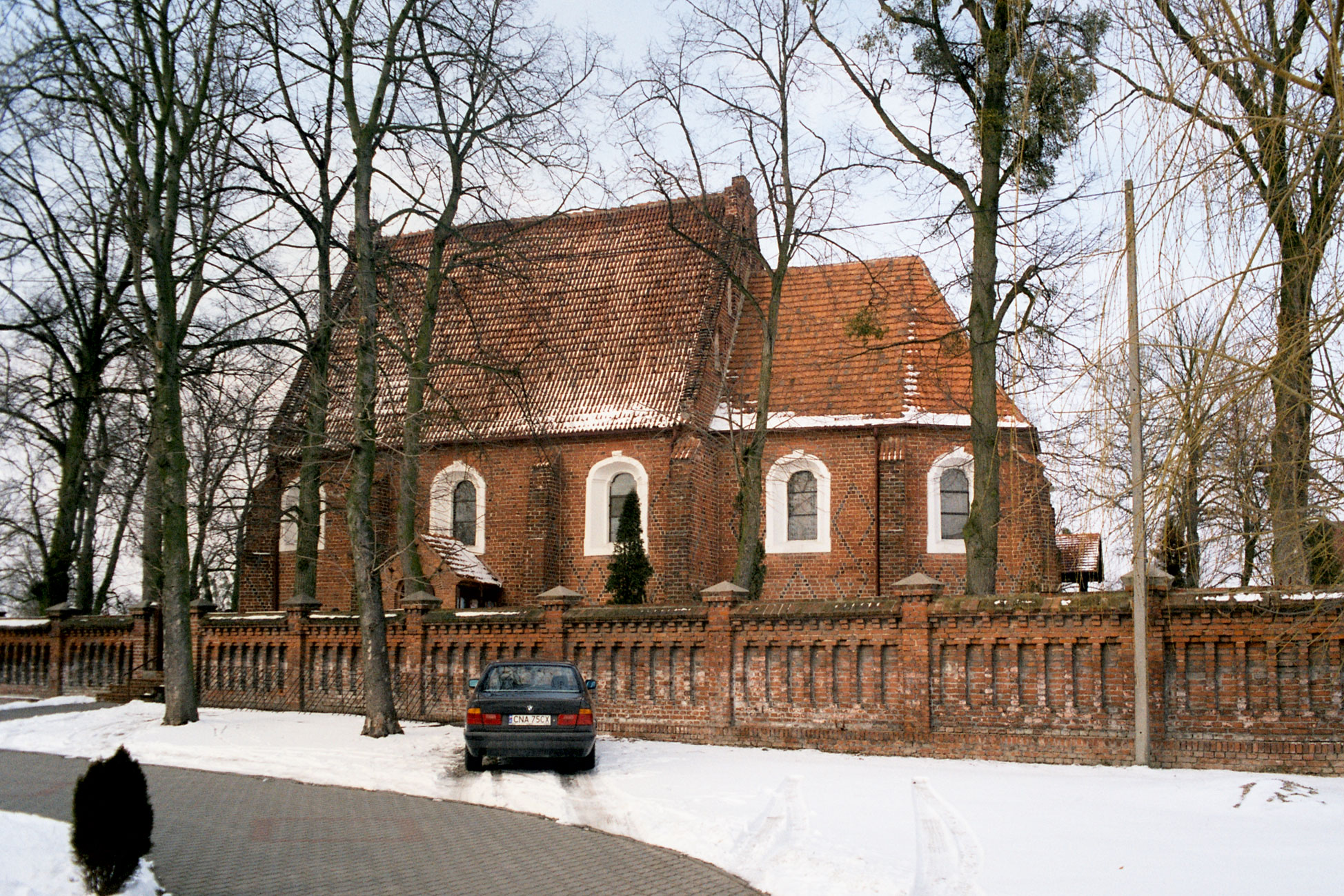
Kościół parafialny pw. św Jakuba

Mogilno jest stolicą dekanatu mogileńskiego. Leży w archidiecezji gnieźnieńskiej.
Kościół rzymskokatolicki:
- parafia pw. św. Jana Apostoła
- parafia pw. św. Jakuba
- parafia pw. Matki Bożej Nieustającej Pomocy
- parafia pw. św. Faustyny

Świadkowie Jehowy:
- zbór Mogilno (Sala Królestwa)[10]

## Edukacja
- Przedszkola
  - Przedszkole nr 1, ul. Korczaka 1
  - Przedszkole nr 2, ul. Moniuszki 4
  - Przedszkole nr 3, ul. Konopnickiej 15
  - Przedszkole Niepubliczne Ochronka w Mogilnie, ul. Rynek 14
- Szkoły podstawowe
  - Szkoła Podstawowa nr 1 im. ks. Piotra Wawrzyniaka, ul Powstańców Wielkopolskich 33 (dawniej Gimnazjum im. ks. Piotra Wawrzyniaka)
  - Szkoła Podstawowa nr 2 im. Marii Konopnickiej, ul. Sądowa
  - Szkoła Podstawowa nr 3 im. Mikołaja Kopernika, ul. J. Piłsudskiego
- Szkoły ponadgimnazjalne
  - Zespół Szkół w Mogilnie, ul. Dworcowa 9 (liceum ogólnokształcące, technikum; drogownictwa, ekonomiczne, informatyczne)
- Szkoły wyższe
  - Uniwersytet Trzeciego Wieku

## Sport

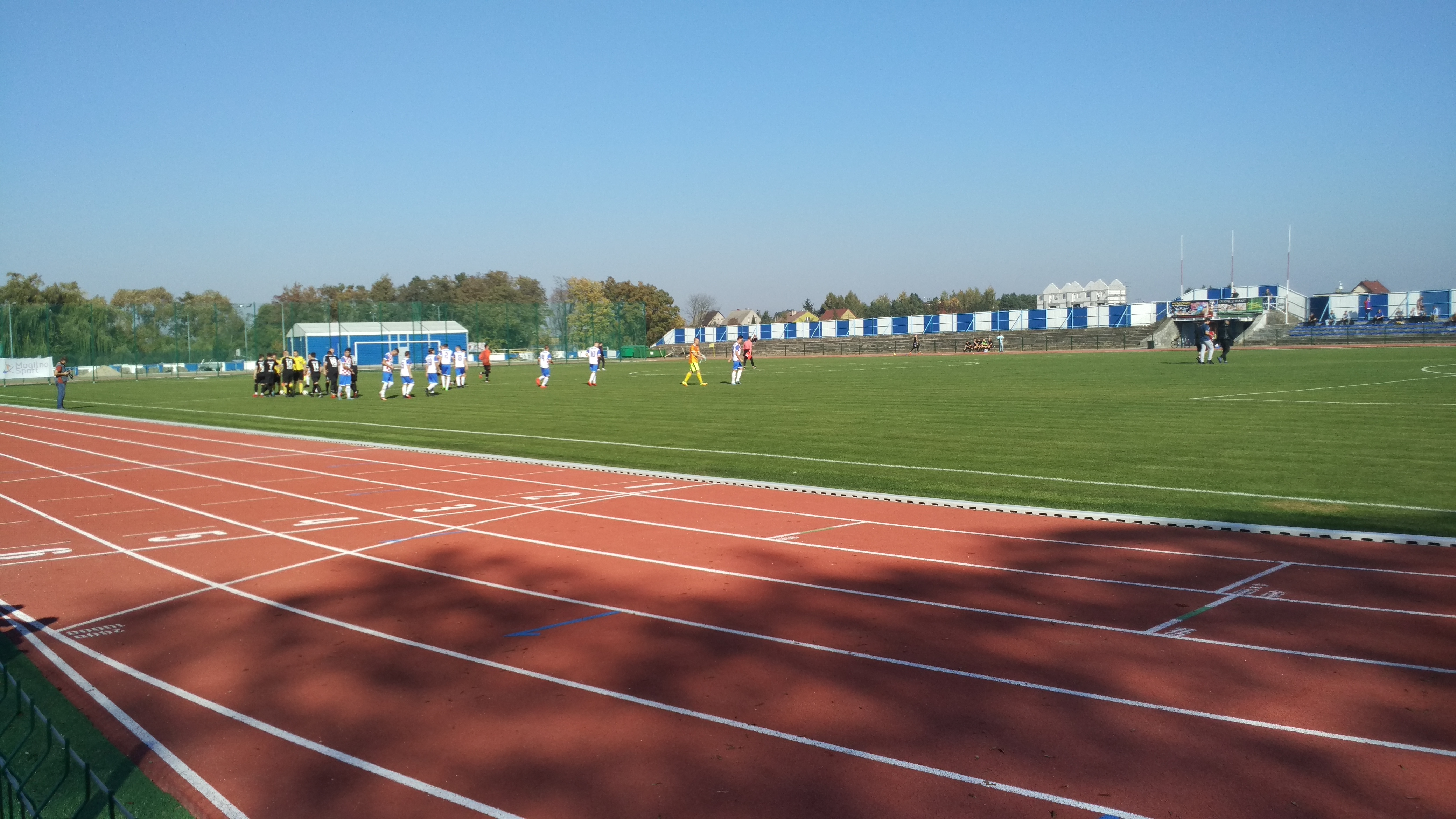
Stadion olimpijski im. M. Olszewskiego – stadion lekkoatletyczny

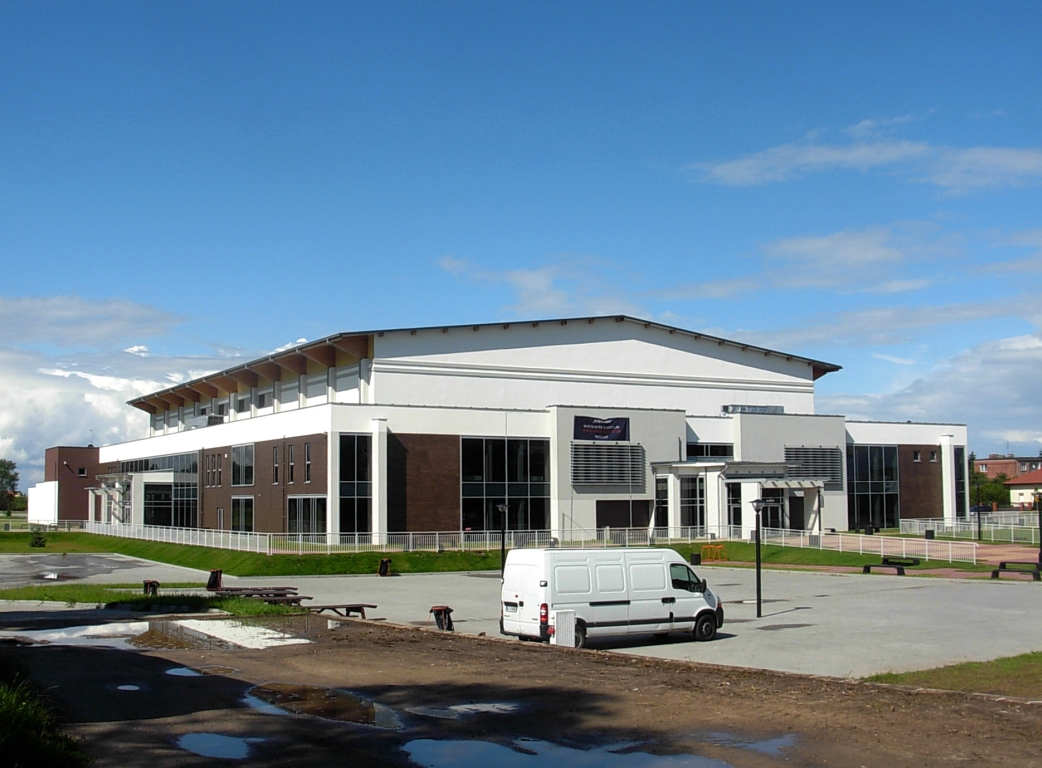
Hala widowiskowo-sportowa w Mogilnie

W mieście oddano do użytku w 2012 roku nowoczesną halę widowiskowo-sportową. Istnieje tu kryta pływalnia, stadion piłkarski i boiska „Orlik 2012”. Na potrzeby biegaczy i rowerzystów wytyczono specjalne trasy. Oficjalna nazwa stadionu, na którym Pogoń Mogilno rozgrywa swoje mecze, to: Stadion Olimpijski im. Michała Olszewskiego, będący w stanie pomieścić ok. 2000 osób (300 miejsc siedzących).

### Pogoń Mogilno
Klub piłkarski, założony 23 maja 1923 roku. Aktualnie (sezon 2023/2024) występuje w IV lidze.

#### Sukcesy
- Występy w IV lidze: 2005/2006, 2006/2007, 2007/2008, 2008/2009, 2010/2011, 2011/2012
- Występy w III lidze: 2012/2013, 2013/2014, 2014/2015

## Gospodarka i transport

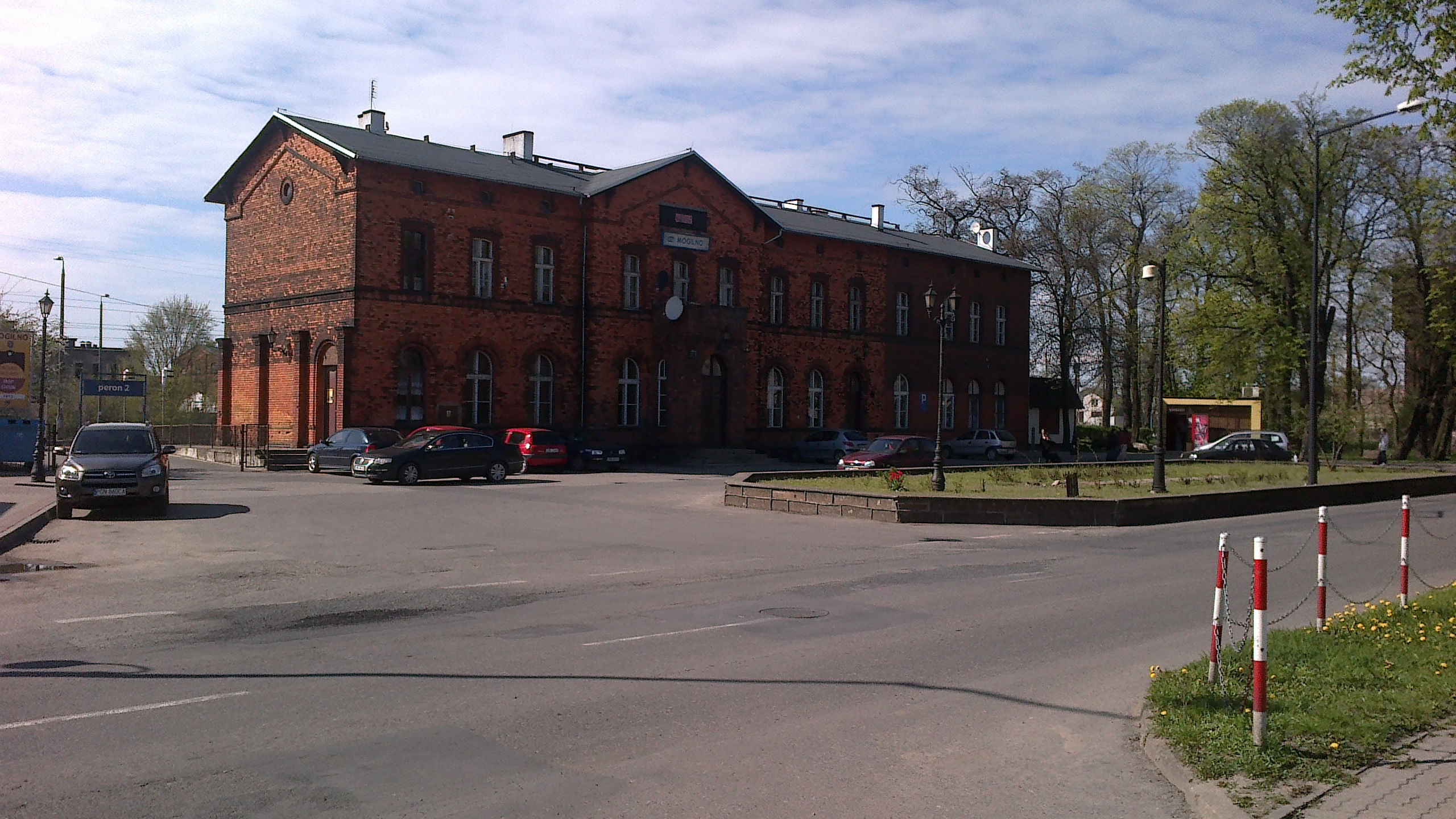
Dworzec kolejowy w Mogilnie

Gospodarka miasta to głównie małe firmy i kilka zakładów pracy. Dobrze rozwinięty handel i usługi. Znajduje się tu wiele sklepów sieciowych i banków.

### Drogi
- 254 – przez Mogilno przebiega droga wojewódzka łącząca Brzozę z DK 15. Jest to skrót do Bydgoszczy omijający Inowrocław.
- 15 – w sąsiedztwie miasta przechodzi Droga Krajowa nr 15

Trwa budowa obwodnicy, na którą będzie między innymi składał się wiadukt nad linią kolejową nr 353. Otwarcie planowane jest na 2013 rok. W Mogilnie działa 1 linia komunikacji miejskiej.

### Kolej
Mogilno jest stacją węzłową. Krzyżują się tu linie:
- Linia 353 – Poznań Wschód – Žielieznodorožnyj
- Linia 239 – Mogilno – Orchowo (eksploatowana przez kolej drezynową, planowane jest przekształcenie w linie turystyczną)
- Linia 231 – Inowrocław Rąbinek – Mogilno (czynna tylko do Kruszwicy)

Zatrzymują się tu wszystkie pociągi osobowe, REGIO, TLK i wybrane IC. Codziennie zatrzymuje się tu kilkadziesiąt pociągów pasażerskich.

## Turystyka

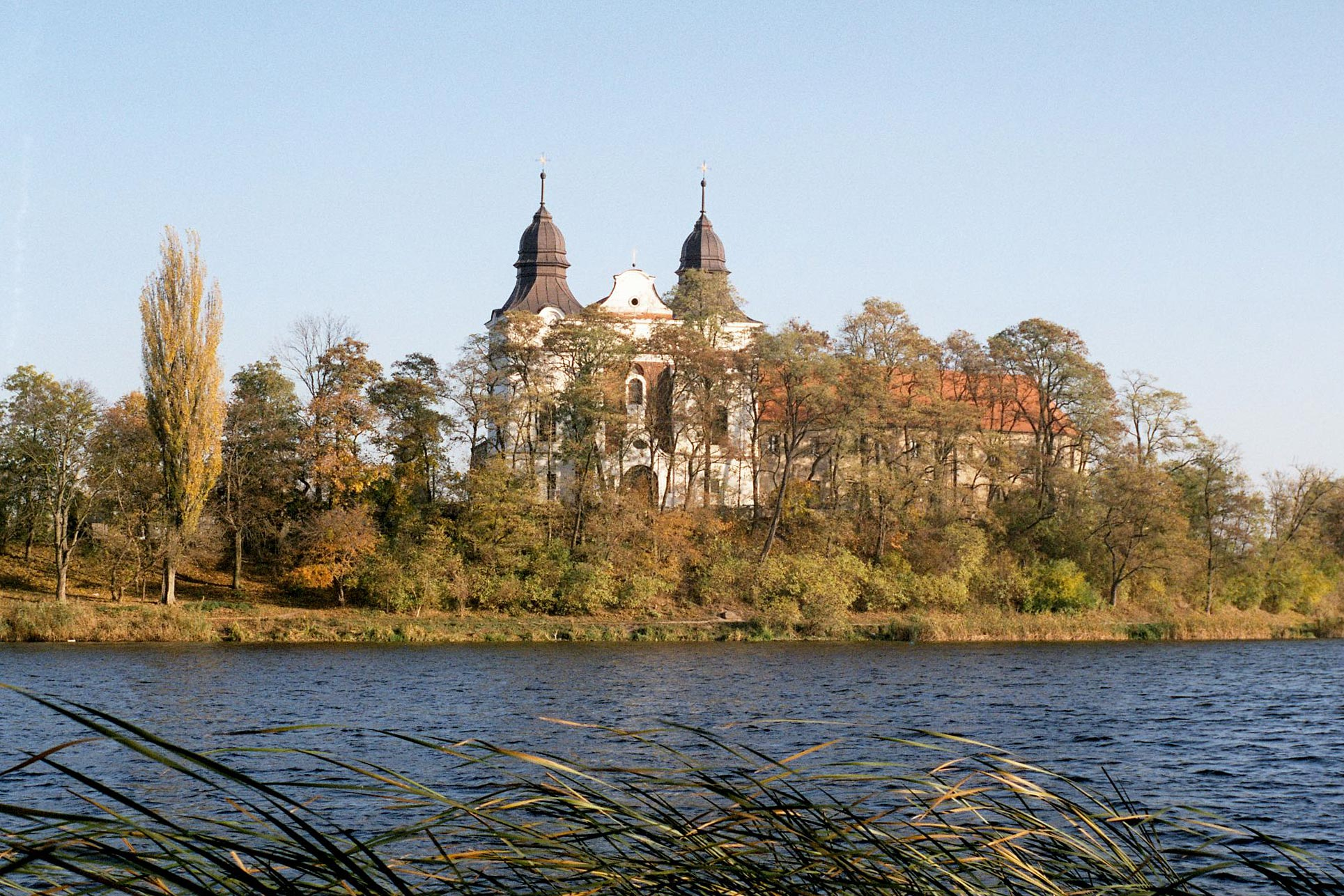
Widok na klasztor i jezioro Mogileńskie

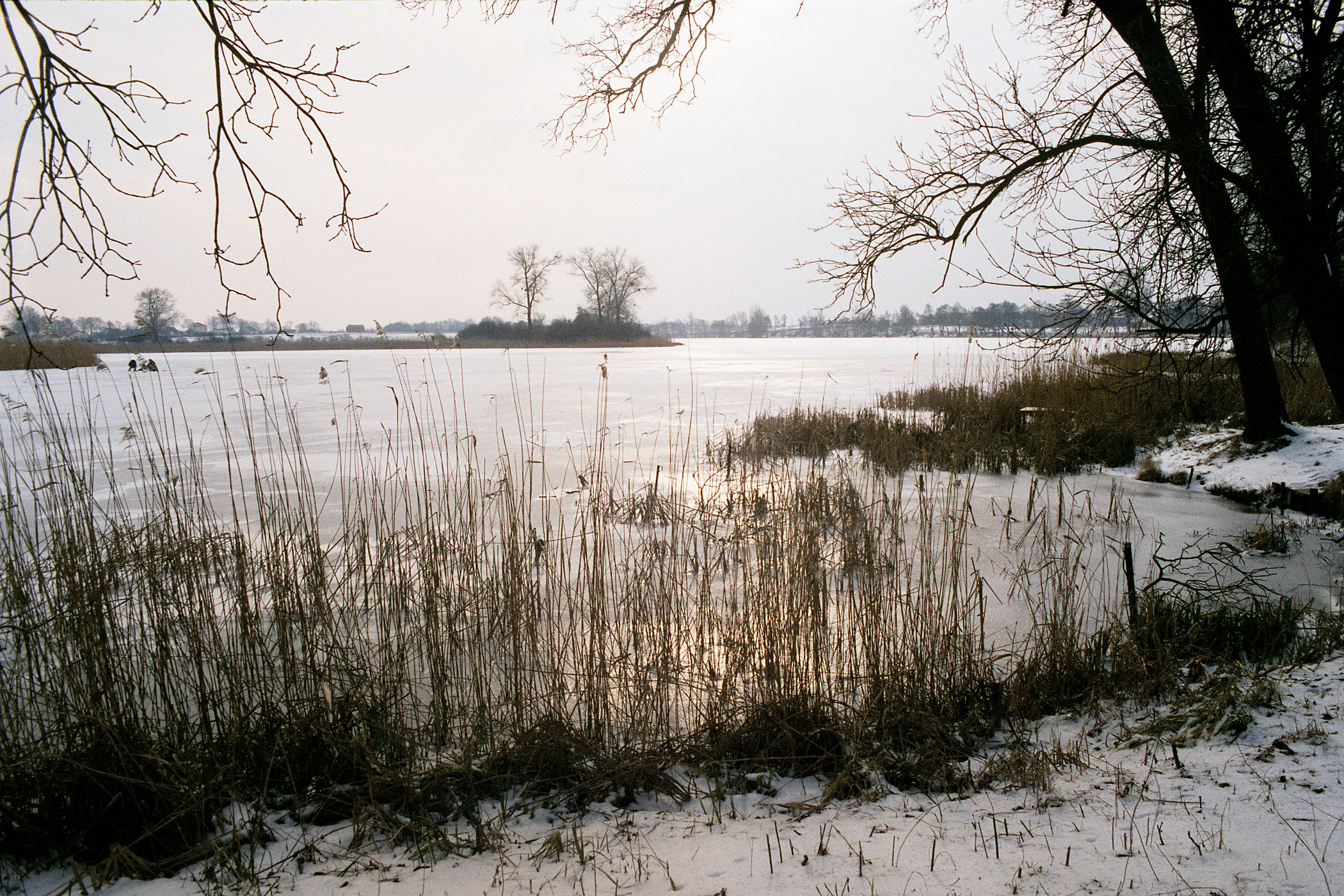
Jezioro Mogileńskie zimą

Mogilno leży na Szlaku Piastowskim i jest jednym z jego atrakcyjniejszych punktów oraz doskonałą przystanią dla turystów zainteresowanych historią państwa polskiego. Stąd można łatwo dojechać do Poznania, Gniezna, Trzemeszna, Strzelna, Kruszwicy, Biskupina oraz sanktuariów w Markowicach i Licheniu.
Walorem ziemi mogileńskiej są malowniczo położone, czyste jeziora, otoczone niewielkimi skupiskami drzew. Urok tych terenów zachęca do inwestycji w rozwój infrastruktury turystycznej.

## Kultura
W mieście znajduje się wiele instytucji kulturalnych i pozarządowych. Do najważniejszych należą m.in.:
- Kino „Wawrzyn”
- Miejska Biblioteka Publiczna
- Muzeum Ziemi Mogileńskiej
- Mogileński Dom Kultury
- Mogileńska Akademia Filmowa
- Mogileńskie Towarzystwo Kultury
- Towarzystwo Przyjaciół Ziemi Mogileńskiej
- Stowarzyszenie „Magazyn zbożowy GS”
- Internetowe niekomercyjne radio non-profit „EL-Stacja”

## Bezpieczeństwo
Na terenie miasta działają następujące instytucje dbające o bezpieczeństwo:
| Rodzaj Służby | Służba                  | Jednostki                       | Adres           |
| ------------- | ----------------------- | ------------------------------- | --------------- |
| Ratownicza    | Państwowa Straż Pożarna | Komenda Powiatowa PSP Mogilno   | ul. 900-lecia   |
| Ratownicza    | Pogotowie Ratunkowe     | Stacja Pogotowia Ratunkowego    | ul. Kościuszki  |
| Ratownicza    | Szpital                 | Szpital Powiatowy               | ul. Kościuszki  |
| Porządkowa    | Policja                 | Komenda Powiatowa Policji       | ul. Rynek       |
| Porządkowa    | Straż Miejska           | Straż Miejska w Mogilnie        | ul. Narutowicza |
| Porządkowa    | Straż Ochrony Kolei     | Posterunek Straży Ochrony Kolei | ul. Dworcowa    |

Miasto jest monitorowane. Jest tu też pogotowie gazowe i energetyczne.

## Instytucje i Urzędy w Mogilnie
- Urząd Miejski
- Urząd Stanu Cywilnego
- Urząd Pocztowy Mogilno 1
- Urząd Pocztowy Mogilno 2
- Urząd Skarbowy
- Powiatowy Urząd Pracy
- Starostwo Powiatowe
- Stacja Sanitarno-Epidemiologiczna
- Sąd Rejonowy
- Prokuratura Rejonowa
- Komenda Powiatowa Policji

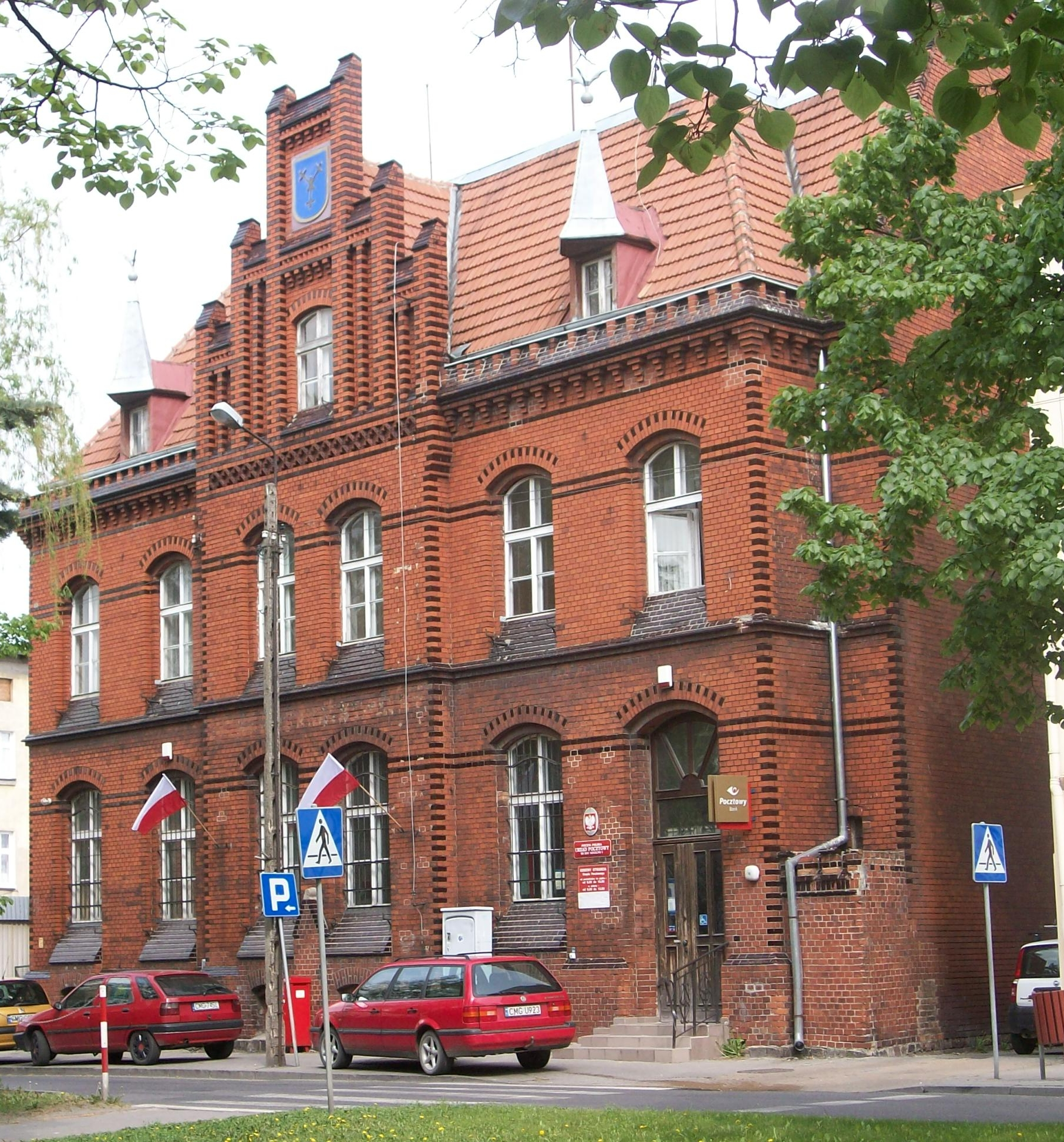
Urząd Pocztowy

- Komenda Powiatowa Państwowej Straży Pożarnej
- Szpital Powiatowy

## Media
W mieście działają dwa portale internetowe z aktualnościami o mieście (CMG24.pl oraz Mogilno.in). W Gazecie Pomorskiej istnieje mogileńska zakładka tego pisma. Na terenie m.in. Mogilna wydawany jest również tygodnik lokalny „Pałuki i ziemia mogileńska”, który można zakupić co czwartek. Dodatkowo co miesiąc ukazuje się bezpłatne czasopismo samorządowe pt. „Rozmaitości Mogileńskie – Miesięcznik Rady Miejskiej”.

## Miasta partnerskie
Mogilno utrzymuje stosunki partnerskie z:
- Engelskirchen (Niemcy)
- Brody (Ukraina)

## Przynależność administracyjna
| Okres     |            | Państwo                       | Zwierzchność                  | Jednostka administracyjna                                        |
| --------- | ---------- | ----------------------------- | ----------------------------- | ---------------------------------------------------------------- |
| 1818–1919 |            | Królestwo Prus                | Królestwo Prus                | Prowincja poznańska, powiat mogileński                           |
| 1919–1939 | Polska     | Rzeczpospolita Polska         | Rzeczpospolita Polska         | województwo poznańskie, powiat mogileński                        |
| 1939–1945 | III Rzesza | okupacja niemiecka/III Rzesza | okupacja niemiecka/III Rzesza | Kraj Warty, Rejencja mogileńska                                  |
| 1939–1945 |            | Polskie Państwo Podziemne     | Polskie Państwo Podziemne     | Okręg Poznań AK, Samodzielny Obwód Mogilno AK                    |
| 1945–1950 | Polska     | Rzeczpospolita Polska         | Rzeczpospolita Polska         | województwo poznańskie, powiat mogileński                        |
| 1950–1952 | Polska     | Rzeczpospolita Polska         | Rzeczpospolita Polska         | województwo bydgoskie, powiat mogileński                         |
| 1950–1975 | Polska     | Polska Rzeczpospolita Ludowa  | Polska Rzeczpospolita Ludowa  | województwo bydgoskie, powiat mogileński                         |
| 1975–1989 | Polska     | Polska Rzeczpospolita Ludowa  | Polska Rzeczpospolita Ludowa  | województwo bydgoskie, rejon mogileński                          |
| 1989–1998 | Polska     | Rzeczpospolita Polska         | Rzeczpospolita Polska         | województwo bydgoskie, rejon mogileński                          |
| od 1999   | Polska     | Rzeczpospolita Polska         | Rzeczpospolita Polska         | województwo kujawsko-pomorskie, powiat mogileński, gmina Mogilno |

## Odznaczenia
- Order Krzyża Grunwaldu III klasy (1983)[11]